# Quarter inch cartridge

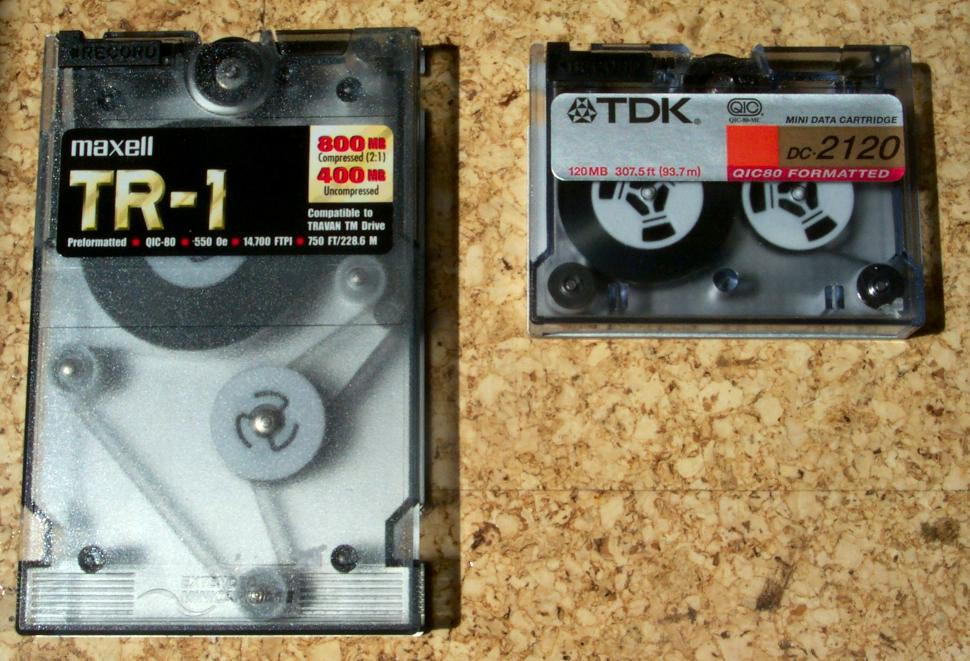
Quarter inch cartridge o pojemności 400 MB (z lewej) i 120 MB (z prawej)

Quarter inch cartridge (QIC) – standard kasetowej taśmy magnetycznej o szerokości 0,25 cala mieszczącej od 20 do 32 równoległych kanałów informacji zapisywanej blokami o długości 512 lub 1024 B (bajtów) w segmentach po 32 bloki, przy czym 8 bloków w segmencie jest zużywanych na informacje kontrolne.